# Acacia spondylophylla
Acacia spondylophylla é uma espécie de leguminosa do gênero Acacia, pertencente à família Fabaceae.